# هنري بينكني ماكين
هنري بينكني ماكين (بالإنجليزية: Henry Pinckney McCain)‏ هو ضابط أمريكي، ولد في 23 يناير 1861 في مقاطعة كارول في الولايات المتحدة، وتوفي في 25 يوليو 1941 في واشنطن العاصمة في الولايات المتحدة.